# Kloster Łowicz

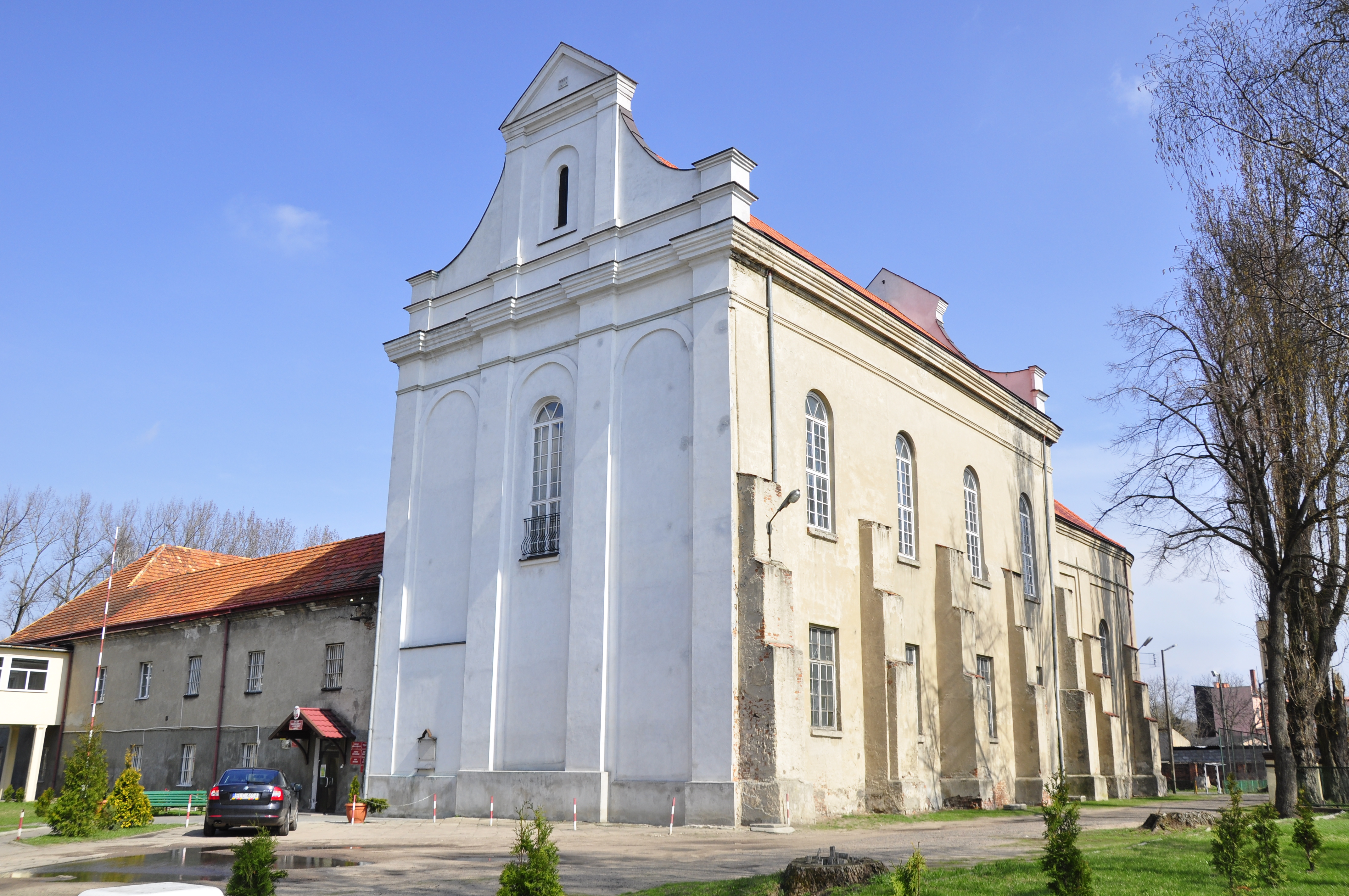
Ehemalige Klosterkirche

Das Kloster Łowicz (polnisch: Klasztor w Łowiczu) ist ein ehemaliges Dominikanerkloster. Es liegt in der Stadt Łowicz in der Woiwodschaft Łódź.

## Geschichte
Das Kloster Łowicz und die Klosterkirche der Dreifaltigkeit wurde ab 1414 errichtet. Der gegenwärtige barocke Bauzustand stammt aus dem 17. Jahrhundert. Nach der Auflösung des Klosters dienten die Gebäude von 1818 bis 1829 als Kaserne. Gegenwärtig werden sie als Schulgebäude genutzt.